# Max Kuczynski

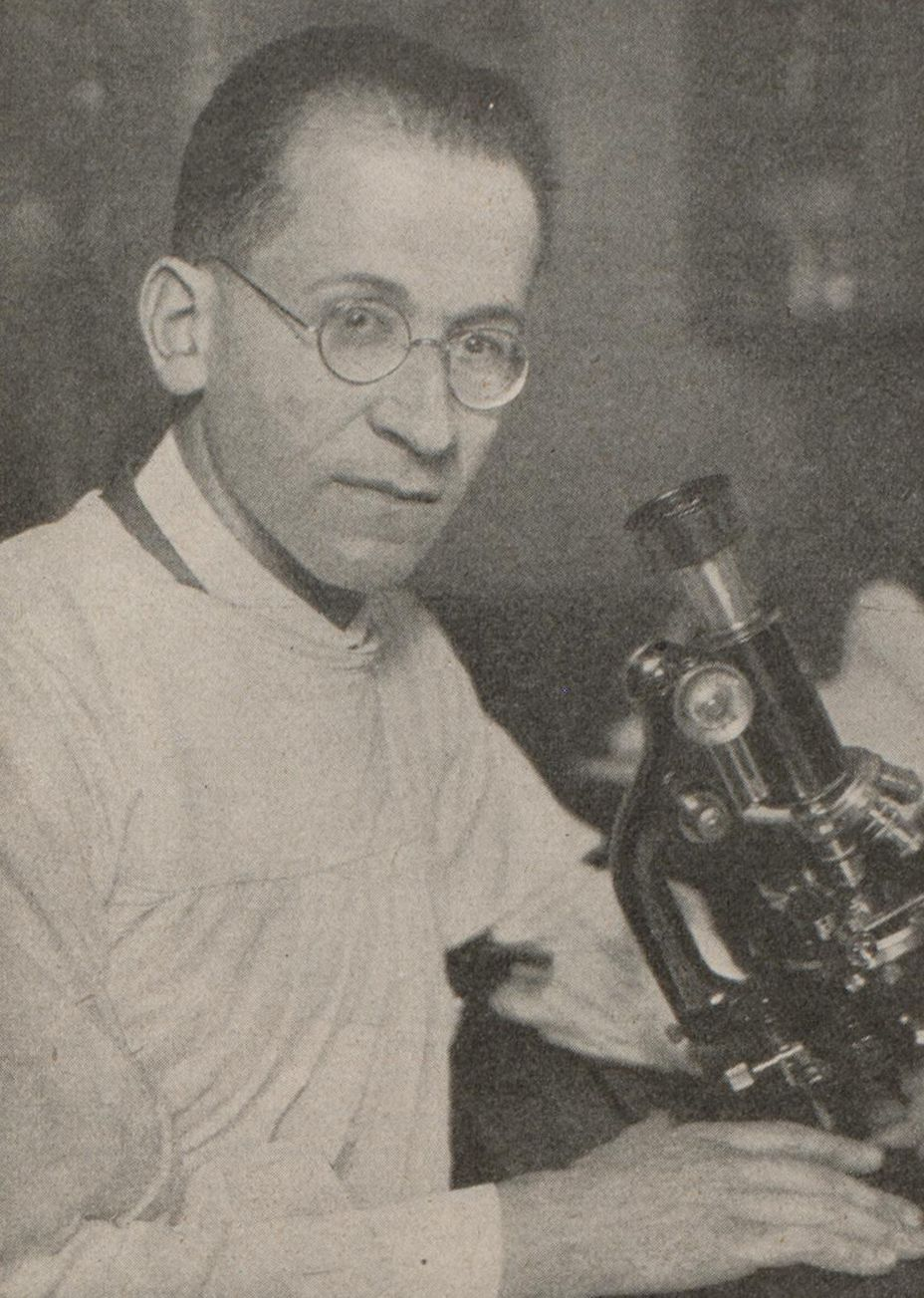
Max Hans Kuczynski, um 1928

Max Kuczynski (mit vollem Namen: Max Hans Kuczynski; * 2. Februar 1890 in Berlin; † 26. November 1967 in Lima) war ein deutscher Bakteriologe und Pathologe. Als Hochschullehrer in Berlin wandte er sich der Anthropologie zu. Als Emigrant in Peru wurde er zum Wegbereiter der „ethnischen Pathologie“.

## Leben
Max Kuczynski entstammte einer jüdischen Familie aus der Provinz Posen, ließ sich aber evangelisch taufen. Seine Eltern waren Louis Kuczynski und Emma Kuczynski geborene Schlesinger. Er studierte Naturwissenschaften und Medizin an der Albert-Ludwigs-Universität Freiburg, der Friedrich-Wilhelms-Universität Berlin und der Universität Rostock (1912/13). 1912 heiratete er Lotte Henriette Dienstfertig. In Rostock wurde er 1913 mit einer naturwissenschaftlichen Dissertation über Trichomonaden zum Dr. phil. promoviert. Im Heer des Deutschen Kaiserreichs nahm er im Ersten Weltkrieg an den Kämpfen auf dem Balkan teil.
Als Schüler von Otto Lubarsch wurde er 1919 an der Charité mit einer Dissertation über Rickettsien beim Fleckfieber auch zum Dr. med. promoviert. Bereits 1921 habilitierte er sich und wurde zum Direktor der Abteilung für Bakteriologie des Institutes für Pathologie an der Charité bestellt. Nach wiederum nur zwei Jahren als Privatdozent wurde er 1923 beamteter a.o. Professor. 1924 wurde er in den Vorstand des Institutes für Pathologie an der Charité berufen und damit Ordinarius.
Kuczynski faszinierte der Zusammenhang zwischen Lebenswelt und menschlichen Krankheiten. Schon 1919 hatte er in einem Brief an Ernst Pringsheim angeregt, eine „synthetische Pathologie“ zu entwickeln. Dazu wollte er Populationen untersuchen, die ethnisch möglichst homogen und noch nicht vom kulturellen und gesellschaftlichen Wandel der Moderne erfasst waren. Da ihm infolge der Isolation Deutschlands nach dem Ersten Weltkrieg entsprechende Studien in überseeischen Kolonien verwehrt waren, verblieb die Sowjetunion als das Land, in dem er Feldforschungen durchführen konnte. Dazu übernahm er 1923/1924 eine Gastprofessur für Allgemeine Pathologie am Westsibirischen Medizinischen Institut in Omsk. In Begleitung eines lettischen und eines kirgisischen Studenten bereiste er 1924 Zentralasien zu den Gewässern Altai, Balchaschsee und Irtysch. In Moskau schloss er seine Arbeiten mit Untersuchungen zur Ausbreitung von Seuchen ab, dann kehrte er nach Berlin zurück. 1932 wechselte er vom Pathologischen Institut der Charité zum neu errichteten Neurologischen Institut.
In der Zeit des Nationalsozialismus wurde er als "Nichtarier" nach dem Gesetz zur Wiederherstellung des Berufsbeamtentums (§ 3) im November 1933 mit 43 Jahren in den Ruhestand versetzt. Die Universität Berlin verlor 1933/34 über 35 % ihres Lehrkörpers durch nationalsozialistische „Säuberungen“. Kuczynski wartete seine Entlassung nicht ab, sondern verließ Deutschland schon im Sommer 1933. Über Frankreich, die Schweiz und Caracas gelangte er nach Peru. 1935 heiratete er seine zweite Frau, Madeleine Godard, eine Tante von Jean-Luc Godard. Er nannte sich fortan Máxime Kuczynski-Godard.
In Peru arbeitete Kuczynski ab 1938 am Institut für Sozialmedizin der Universidad Nacional Mayor de San Marcos. Im selben Jahr überlebte er einen Selbstversuch mit Bartonella bacilliformis. Ein ähnlicher Selbstversuch war 1885 für den peruanischen Nationalhelden Daniel Alcides Carrión tödlich ausgegangen. Später arbeitete Kuczynski bis 1948 für das Gesundheitsministerium in Amazonien und zum Teil für das Wirtschaftsministerium in den Anden. Seine anthropologischen Forschungen bei den indigenen Völkern Südamerikas waren wegweisend.
Kuczynskis 1938 geborener Sohn Pedro Pablo Kuczynski amtierte 2005/2006 als  Premierminister von Peru und von 2016 bis 2018 als Staatspräsident von Peru.

## Privatbibliothek
Aus der Privatbibliothek von Max Hans Kuczynski wurde in der Württembergischen Landesbibliothek Stuttgart Ernst Haeckels Werk Prinzipien der generellen Morphologie der Organismen (Berlin 1906) gefunden. Kuczynski hat dieses Buch mit einem Stempel und einer eigenhändigen Eintragung aus dem Jahr 1912 gekennzeichnet. Höchstwahrscheinlich ist dieses Buch nach Kuczynskis Emigration unrechtmäßig beschlagnahmt worden. Ein weiterer Stempel weist auf die Erzieher-Akademie der Adolf-Hitler-Schulen als Vorbesitzer hin. Das Buch wurde am 10. September 2018 von der Deutschen Botschaft Lima an die beiden Söhne Kuczynskis, Pedro Pablo und Miguel zurückgegeben bzw. restituiert.

## Schriften (Auswahl)
- mit Martin Levinthal und Erich Wolf: Epidemiologie, Ätiologie, Pathomorphologie und Pathogenese der Grippe. J.F. Bergmann-Verlag, München 1921 (behandelt insbesondere die Pandemie der Spanischen Grippe von 1918 bis 1920).
- Neue medizinische Aufgaben im neuen Rußland. In: Das Neue Rußland. Zeitschrift für Kultur, Wirtschaft und Literatur, herausgegeben von der Gesellschaft der Freunde des Neuen Rußland in Deutschland, Heft 7/8 (1924), S. 25–26.
- mit Xenia Kopylowa: Von den körperlichen Veränderungen bei höchstem Alter. S. Hirzel, Leipzig 1925.
- Steppe und Mensch. Kirgisische Reiseeindrücke und Betrachtungen über Leben, Kultur und Krankheit in ihren Zusammenhängen. S. Hirzel, Leipzig 1925.
- Ärztliche Eindrücke und Betrachtungen im Anschluss an eine zweite medizinische Studienreise in Mittelasien. In: Klinische Wochenschrift, Jg. 5 (1926), S. 370–373 und 422–425.
- Die Erreger des Fleck- und Felsenfiebers. Biologische und pathogenetische Studien. Springer, Berlin 1927.
- mit Bianca Hohenadel: Der Erreger des Gelbfiebers. Wesen und Wirkung. Springer, Berlin 1929.
- En orden al potencial humano del Peru. Observaciones y reflexiones. In: Comisión Ejecutiva del Inventario del Potencial Económico de la Nación (Hg.): Estudios e investigaciones realizados por la Comisión Ejecutiva del Inventario del Potencial Económico de la Nación. Lima 1949/1950, Bd. 2. S. 1–107.
- La colonia del Perené y sus problemas medico sociales. Memoria. Ediciones La Reforma Medica, Universidad de San Marcos, Instituto de Medicina Social, Lima 1939, 3 Bände.
- La vida en la Amazonía peruana. Observaciones de un médico. Universidad Nacional Mayor de San Marcos (UNMSM), Lima 2004, ISBN 9972-46-254-4.
- Los andes peruanos. Ilave – Ichupampa – Lauramarca – Iguaín. Investigaciones andinas (in der Reihe Clásicos Sanmarquinos). Universidad Nacional Mayor de San Marcos (UNMSM), Lima 2004, ISBN 9972-46-270-6.